# Tony Gibb (taekwondo)
Tony Gibb es un deportista australiano que compitió en taekwondo. Ganó dos medallas de bronce en el Campeonato Asiático de Taekwondo, en los años 1982 y 1986.

## Palmarés internacional
| Campeonato Asiático | Campeonato Asiático | Campeonato Asiático | Campeonato Asiático |
| Año                 | Lugar               | Medalla             | Categoría           |
| ------------------- | ------------------- | ------------------- | ------------------- |
| 1982                | Singapur (Singapur) | Medalla de bronce   | –56 kg              |
| 1986                | Darwin (Australia)  | Medalla de bronce   | –58 kg              |